# Naturschutzgebiet Nordhänge des Altenautals

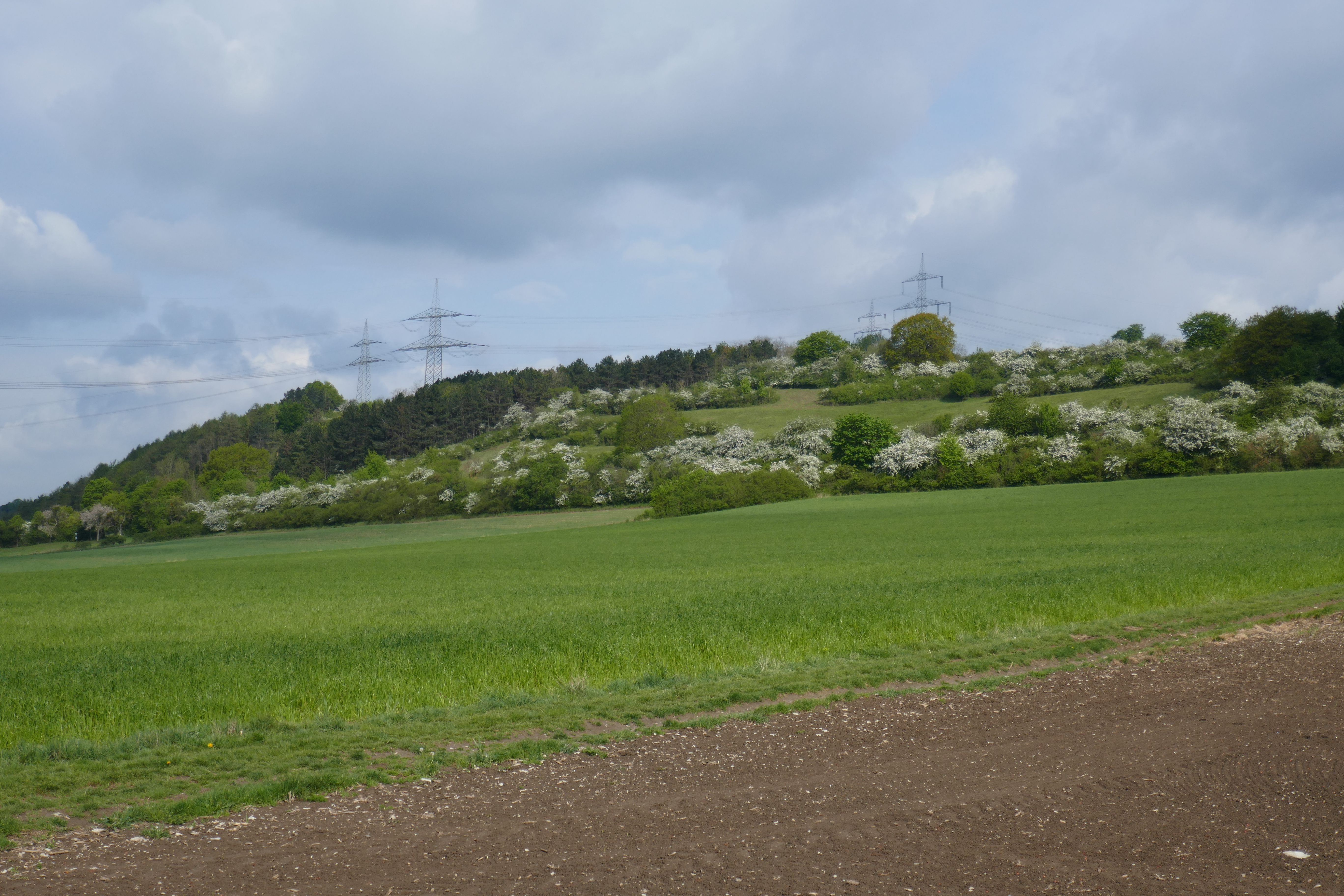
Naturschutzgebiet Nordhänge des Altenautals

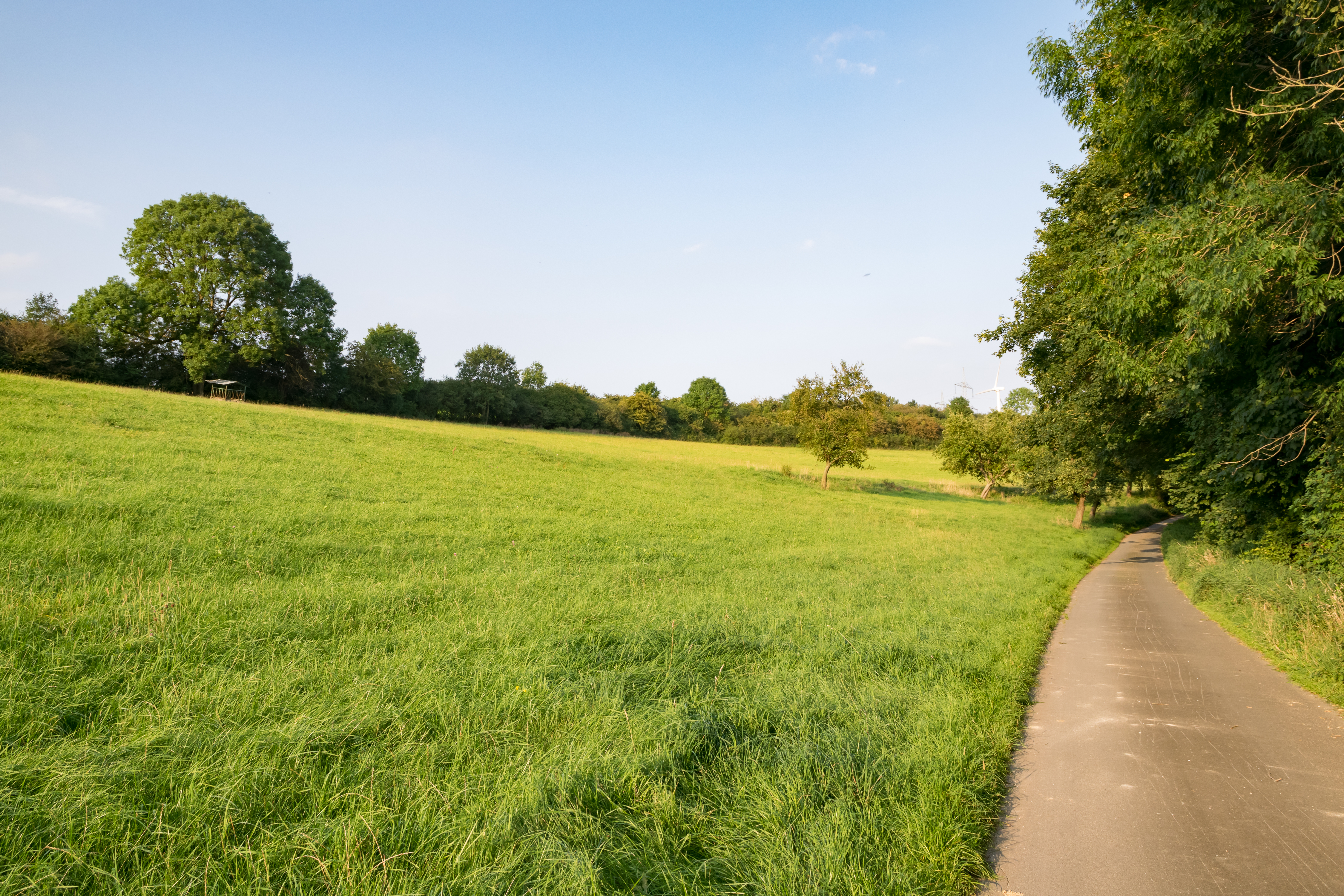
Blick ins Schutzgebiet

Das Naturschutzgebiet Nordhänge des Altenautals liegt auf dem Gebiet der Stadt Lichtenau im Kreis Paderborn in Nordrhein-Westfalen. Das 53,7 ha große Gebiet wurde im Jahr 2014 als Naturschutzgebiet (NSG) mit dem Landschaftsplan Lichtenau durch den Kreistag des Kreises Paderborn ausgewiesen.

## Beschreibung
Das Schutzgebiet liegt nördlich von Henglarn, gehört aber zur Gemarkung Atteln. Das NSG umfasst extensiv genutztes Grünlands im Wechsel mit strukturreichen Gehölzbeständen innerhalb des Verbundes der Altenau-Seitentäler. Im Grünland befinden sich Magerwiesen und -weiden, Kalkhalbtrockenrasen und Streuobstweiden. Auch strukturreiche Gebüsche, Hecken, Baumreihen und Baumgruppen befinden sich im NSG. Eine Besonderheit sind Felsbereiche im NSG. Ferner gibt es naturnahe und standortgerechte Laubwälder.
Das Naturschutzgebiet gehört zum Regional bedeutsamer Kulturlandschaftsbereich K 16.08 Altenautal von Husen/Dalheim bis zur Alme und Nebentäler, der 2010 in einem kulturlandschaftlichen Fachbeitrag zur Regionalplanung im Regierungsbezirk Arnsberg abgegrenzt und beschrieben wurde (s. Weblink unten).